# 多胡与太郎
多胡 与太郎（たご よたろう）は、山城淀藩の藩士。
幕末の淀藩主である稲葉正邦に仕えた藩士で、元治元年（1864年）に江戸屋敷の添役となる。慶応2年（1866年）に公用人となり、以後は正邦の側近となった。慶応3年（1867年）9月には正邦の密命で幕府と交渉し、明治維新後は藩少参事となった。